# Саннисайд (тауншип, Миннесота)
Саннисайд (англ. Sunnyside) — тауншип в округе Уилкин, Миннесота, США. На 2000 год его население составило 143 человека.

## География
По данным Бюро переписи населения США площадь тауншипа составляет 92,3 км², из которых 92,3 км² занимает суша, водоёмов нет.

## Демография
По данным переписи населения 2000 года здесь находились 143 человека, 57 домохозяйств и 44 семьи. Плотность населения —  1,5 чел./км². На территории тауншипа расположено 68 построек со средней плотностью 0,7 построек на один квадратный километр. Расовый состав населения: 97,20 % белых, 0,70 % коренных американцев и 2,10 % приходится на две или более других рас.
Из 57 домохозяйств в 33,3 % воспитывались дети до 18 лет, в 73,7 % проживали супружеские пары, в 1, % проживали незамужние женщины и в 22,8 % домохозяйств проживали несемейные люди. 19,3 % домохозяйств состояли из одного человека, при том 10,5 % из — одиноких пожилых людей старше 65 лет. Средний размер домохозяйства — 2,51, а семьи — 2,86 человека.
23,1 % населения — младше 18 лет, 7,7 % — в возрасте от 18 до 24 лет, 28,0 % — от 25 до 44, 25,9 % — от 45 до 64, и 15,4 % — старше 65 лет. Средний возраст — 40 лет. На каждые 100 женщин приходилось 120,0 мужчин. На каждые 100 женщин старше 18 приходилось 115,7 мужчин.
Средний годовой доход домохозяйства составлял 48 125 долларов, а средний годовой доход семьи —  51 875 долларов. Средний доход мужчин —  26 750  долларов, в то время как у женщин — 21 250. Доход на душу населения составил 21 846 долларов. За чертой бедности находились 4,3 % семей и 4,4 % всего населения тауншипа.